# 신러 문화
신락 문화 또는 신러 문화(중국어 간체자: 新乐遗址, 정체자: 新樂遺跡, 병음: Xīnlè Yízhǐ)은 중화인민공화국 랴오닝성 선양시의 시가지의 북부에 있는 기원전 5300년 경의 신석기 시대 모계씨족의 정주 취락 유적이다. 중국은 1980년대부터 본격적인 발굴이 이루어지면서 싱룽와 문화(중국어 간체자: 兴隆洼文化, 정체자: 흥륭와문화(興隆窪文化), 병음: xīnglóngwā wénhuà Xinglongwa culture[*]), 훙산 문화(중국어 간체자: 红山文化, 정체자: 紅山文化, 병음: hóngshān wénhuà), 자오바오거우 문화(중국어 정체자: 趙寶溝文化, 병음: Zhàobǎogōu wénhuà), 신러 문화(중국어 간체자: 新乐遗址, 정체자: 新樂遺跡, 병음: Xīnlè Yízhǐ Xinle culture[*])등의 요하일대의 신석기문화를 문화의 단계를 넘어 세계의 새로운 문명으로 보아 '요하문명'(遼河文明)으로 명명(命名)하여 부르고 있다.

## 개요
1973년 발굴 유적에서 40여 채의 신석기 주거를 발견하였다. 부장품으로는 석기와 도기, 옥, 골각기, 나무 조각품, 정제된 석탄 등을 발굴하였다. 1978년에 또 다른 발굴작업이 이루어졌는데, 토템 숭배의 도구로 보이는 7200년 전의 나무 조각품을 발굴해냈다. 이것은 선양 지역에서 발굴한 것 중 가장 오래된 것이었고, 전 세계적으로도 가장 오래된 목조 조각품 중의 하나였다.
이 발굴 조사에서 키탄국(契丹國)으로 불리던 요왕조의 1000년 전의 무덤도 발굴되었다.
이 발굴지는 원래 신러 기숙사(新樂宿舍)라는 오래된 건물이 있는 곳이었는데, 그것을 따서 신러 문화라고 불렀다.

## 박물관
1984년에 신러유적 박물관(新樂遺址博物館)이 개관하였다. 현재는 유적 공원으로서 복원 주거를 세우는 등 정비가 되어 있고 박물관도 있다. 이 유적에서 발견된 나무조각 《圖騰鳥》(새의 토템)은 선양 시의 심볼이 되었으며, 이것을 본뜬 기념탑이 선양 시내의 시 광장에 우뚝 솟아 있다. 또 유적 공원 내에는 요나라 대의 고분 두기도 있다. 2001년에 전국중점문물보호단위로 지정되었다.

## 갤러리
|  |  |  |
|  |  |  |

## 같이 보기
- 중국의 신석기 문화 목록
- 싱룽와 문화
- 훙산 문화